# Frei Otto
Frei Paul Otto (født 31. maj 1925 i Siegmar, nuværende Chemnitz, død 9. marts 2015 i Leonberg-Warmbronn) var en tysk arkitekt, ingeniør, arkitekturteoretiker og højskolelærer. Han er kendt for sine konstruktioner i lette materialer, kabelnet, tekstilbyg og andet specialbyg. Otto regnes for en af de største repræsentanter for den organiske arkitektur. Han blev kort efter sin død udnævnt til modtager af Pritzker-prisen for 2015.
Frei Otto tegnede den tyske pavillonen til verdensudstillingen i Montreal 1967 (Expo 67) og sammen med Günter Behnisch olympiaparken i München. Han tegnede også sammen med Shigeru Ban Japans pavillon under Expo 2000 i Hannover. 

## Værker i udvalg
- Fra Expo 67
- Fra Olympiastadion i München. 
Foto: Poco a poco
- Institut for lette konstruktioner, universitetet i Stuttgart. 
Foto: Kamahele
- Kirke i Bremen. 
Foto: Roland Kutzki